# ヒューマン・アニマル・ロールプレイ

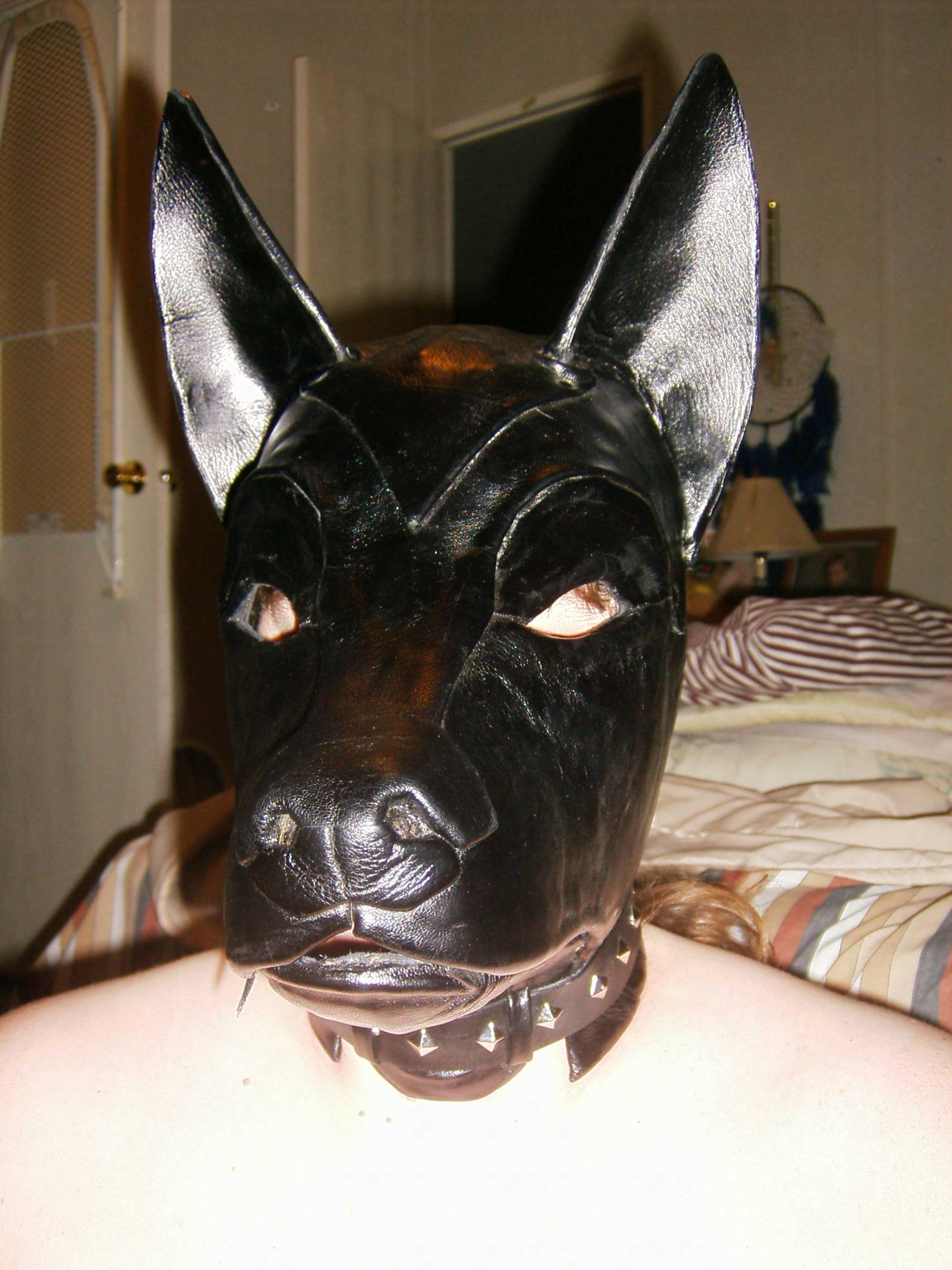
犬の仮面をつけた女性

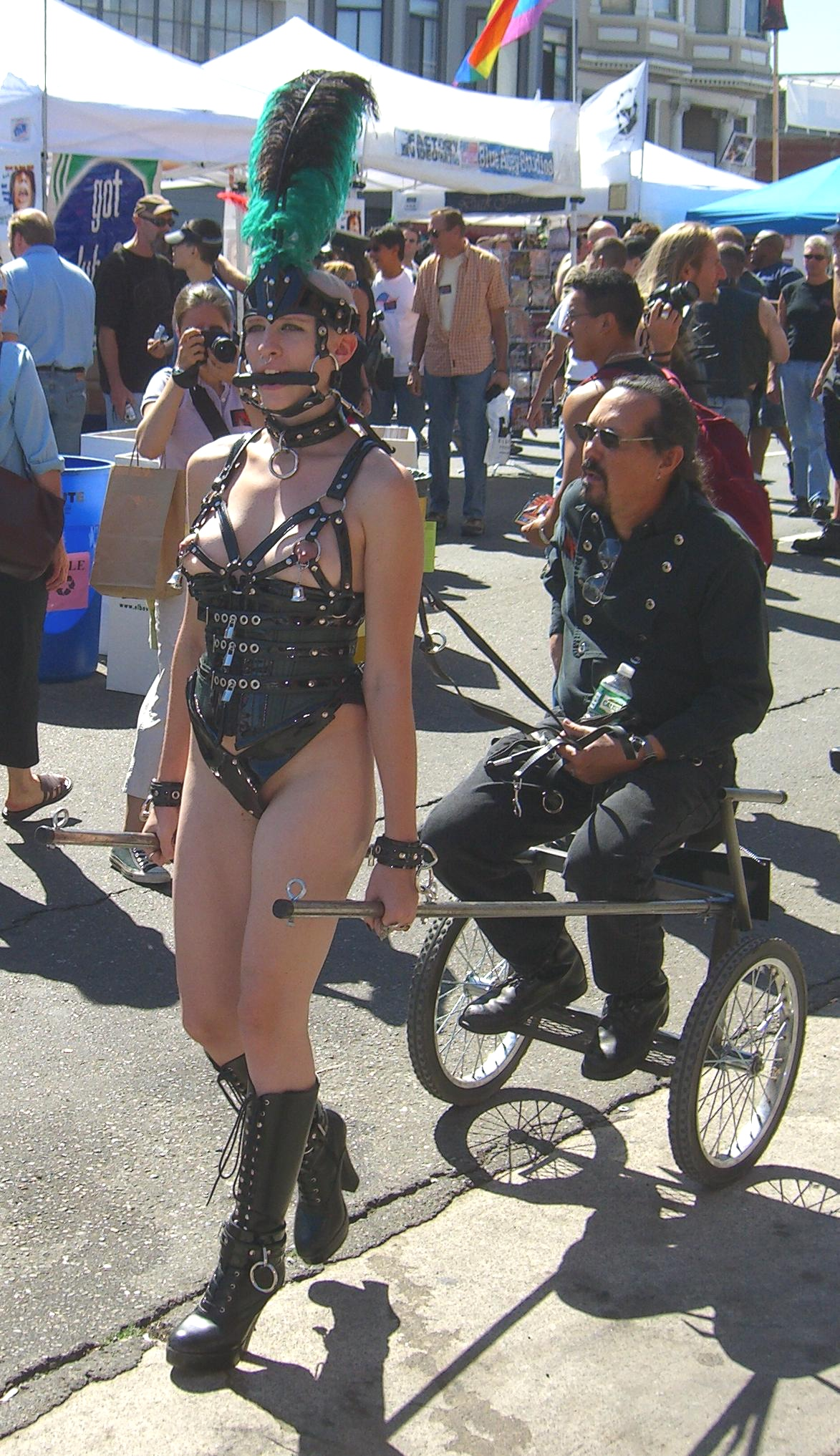
ポニーに扮した女性

ヒューマン・アニマル・ロールプレイは、人間を動物として扱い性的快感を覚える性的嗜好のための行為。

## 概要
多くの場合、人間でありながら動物と見なされるのは強い屈辱感を覚える。また人間を動物扱いするのは強い支配感を持つ。ヒューマン・アニマル・ロールプレイはBDSMプレイの一分野であり、パートナーを人間以外と扱うことでより強い被虐感・加虐感を得るためのプレイである。

## 種類
日常生活でよく見られ、なおかつ扱い方や生態もよく知られている動物がモチーフにされることが多い。
- ペットプレイ：猫や犬などの愛玩動物として扱う。
  - パピープレイ：子犬として扱う。首輪、犬小屋などを用意して四つん這いで歩かせ、ドッグフードを与える。
  - キャットプレイ：猫として扱う。四つん這いで歩かせ、ミルクなどを与える。
- 家畜プレイ：馬や牛などの家畜として扱う。
  - ポニープレイ：馬として扱う。屋外で走らせ、荷馬車を引かせる。

※牛に見立てて搾乳を行なう（オスの場合はペニスを牛の乳首に見立てて強制射精）、豚として扱う、めんどりに見立ててアヌスに異物を入れ、卵に模して産み落とす。など派生型がある。
使役プレイにはくびきをつけて石臼を回させるなどのバリエーション有り。

## 特徴
- 動物として扱うBDSMプレイであるので、必ずしも性交渉を目的としない。場合によっては人間と動物は性交渉を行なわないという前提条件のもとプレイを行なうことがある。またパートナー以外との性交渉を強要、鑑賞することもある。
- プレイの前提として、「同意の動物化」か「非同意の動物化」を設定する。非同意の場合は猿ぐつわなどで強制的にコミュニケーション手段を奪い、拘束具などで無理矢理四つん這いにさせる。
- 動物化するためにそれぞれの動物の特徴を模したコスチュームを身につけさせるため、コスチュームプレイとしての側面も持つ。

## 背景
おとぎ話や神話などの変身譚における、動物に変えられた人間が人間でありながら人間としては扱われない、といった倒錯的な状況設定などから発生しているとされる。また人権思想の発達した西欧圏では、人間としての権利や自由を奪われるこうしたプレイには独特の感覚を覚えるとされる。ただし東洋では人間と動物の感覚が西欧とは多少異なるため、西欧とは異なる文脈で語られることが多い。

## 関連記事
- ポニープレイ
- ペットプレイ
- 獣姦
- 性的ロールプレイ
- イーナムクロー馬姦事件